# تشاوش

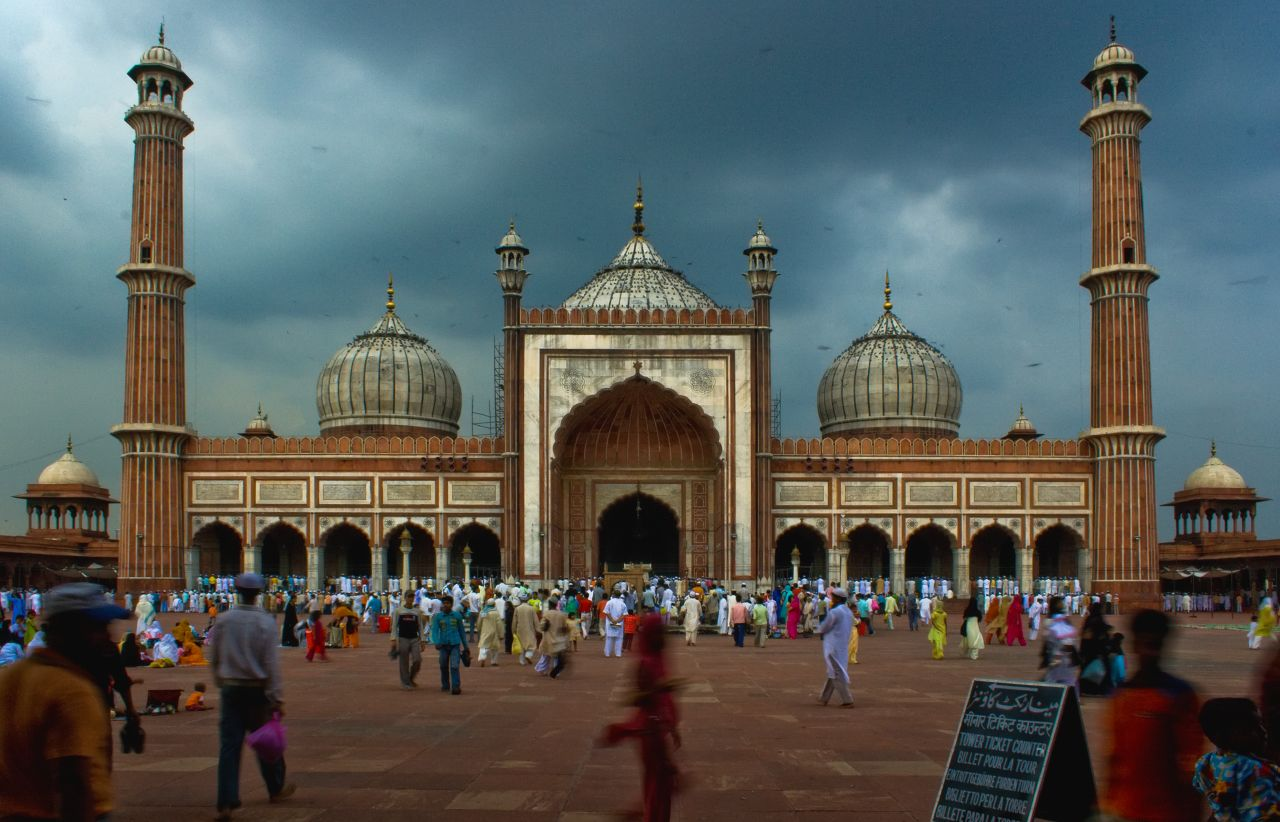
المسجد الجامع، دلهي، الهند

تشاوش (بالأردية: چاوش) هو مجتمع مسلم من أصل عربي حضرمي يتواجدون في هضبة الدكن في الهند. ويعتقد أن الاسم ينبع من الكلمة التركية شاويش المستخدمة خلال العهد العثماني في البلقان للضباط العسكريين الذين كانوا في كثير من الأحيان مكلفين بحراسة القصور. لديهم أصل مشترك مع مجتمع تشافوس من ولاية كجرات.
أتى التشاوش من اليمن للعمل في دولة حيدر آباد السابقة رجالًا عسكريين وحراسًا في الجيش. وهم يوجدون بكثافة أكثر من باقي المناطق في حي بَركاس في مدينة حيدر آباد. استقر العديد من تشاوش في أجزاء أخرى من الهند، وحول العالم كجزء من شتات حيدر آباد، وخاصة في باكستان، والدول الخليج العربي.
وكانوا من مؤسسي كل من سلطنتي القعيطية والكثيرية في مملكة حضرموت كما خدموا سابقًا في جيمادارس في حيدر آباد.
ومن أشهر المساهمات الثقافية التي قدمها التشاوش إلى الهند هي الموسيقى والرقص المرفأي (رقص بحري)، وحيدرآبادي حليم، وكلاهما مهم ثقافيًا لشعب حيدر آباد الإسلامي، ويشاهد في جميع مراسم الزفاف تقريبا.

## أشخاص بارزين
- سبحاني بايونس، (ممثل باكستاني)
- أحمد العيدروس، (قائد عسكري)
- سلام مسدوسي، (عالم اسلامي وناشط اجتماعي)
- سليمان أريب، (شاعر، شعر بالأرودوية)
- عوض سعيد، (شاعر وكاتب مسرحي بالأرودوية)

## للمزيد من القراءة
- Omar Khalidi, The Arabs of Hadramawt in Hyderabad in Mediaeval Deccan History, eds Kulkarni, Naeem and de Souza, Popular Prakashan, Bombay, 1996
- Leif Manger, Hadramis in Hyderabad: From Winners to Losers, Asian Journal of Social Science, Volume 35, Numbers 4-5, 2007, pp. 405–433(29)
- Engseng Ho, The Graves of Tarim: Genealogy and Mobility across the Indian Ocean, دار نشر جامعة كاليفورنيا, 2006
- Ababu Minda Yimene, An African Indian community in Hyderabad, Cuvillier Verlag, 2004, pg 201
- Hadhrami Traders, Scholars, and Statesmen in the Indian Ocean:1750s-1960s By-Ulrike Freitag and W. G. Clarence-Smith